# BMW B57
BMW B57 — дизельный двигатель внутреннего сгорания немецкого автоконцерна BMW, производство которого началось в 2015 году.
Картер двигателя сделан из алюминия. Система впрыска топлива — Common Rail. Также у двигателя 4 клапана и 4 турбокомпрессора. Давление впрыска составляет 2500 бар, а степень сжатия двигателя составляет 16:1.

## Технические характеристики
| Тип      | Объём            | Диаметр × Ход поршня | Турбокомпрессоров | Мощность при об/мин          | Крутящий момент при об/мин                | Годы производства  |
| -------- | ---------------- | -------------------- | ----------------- | ---------------------------- | ----------------------------------------- | ------------------ |
| B57D30O0 | 3,0 л (2993 см³) | 84 × 90 мм           | 1                 | 195 кВт (265 л. с.) при 4000 | 620 Н*м при 2000—2500                     | с 06.2015          |
| B57D30O0 | 3,0 л (2993 см³) | 84 × 90 мм           | 2                 | 210 кВт (286 л. с.) при 4000 | 650 Н*м при 1500—2250                     | с 07.2020          |
| B57D30T0 | 3,0 л (2993 см³) | 84 × 90 мм           | 2                 | 235 кВт (320 л. с.) при 4000 | 680 Н*м при 1750—2250                     | с 4 квартала 2015  |
| B57D30T0 | 3,0 л (2993 см³) | 84 × 90 мм           | 2                 | 240 кВт (326 л. с.) при 4000 | 680 Н*м при 1750—2250                     | с 1 квартала 2018  |
| B57D30T0 | 3,0 л (2993 см³) | 84 × 90 мм           | 2                 | 250 кВт (340 л. с.) при 4400 | 700 Н*м при 1750—2250                     | со 2 квартала 2020 |
| B57D30S0 | 3,0 л (2993 см³) | 84 × 90 мм           | 4                 | 294 кВт (400 л. с.) при 4400 | 760 Н*м при 2000—3000, > 450 Н*м при 1000 | с 3 квартала 2016  |